# Richard Leech
Pour les articles homonymes, voir Leech.
Richard Leech, né Richard Leeper McClelland, est né le 24 novembre 1922 à Dublin et mort le 24 mars 2004 à Londres,  est un acteur irlandais.

## Filmographie partielle
- 1988 : Une poignée de cendre (A Handful of Dust) de Charles Sturridge : Le médecin
- 1982 : Gandhi de Richard Attenborough : Le brigadier
- 1972 : Les Griffes du lion (Young Winston) de Richard Attenborough : Mr Moore
- 1962 à 1967 : Chapeau melon et bottes de cuir  (épisode dans saison 1 - 2 - 5)
- 1962 : Choc en retour (I Thank a Fool) de Robert Stevens :  Le docteur irlandais
- 1962 : L'Homme qui aimait la guerre (The war lover) de Philip Leacock : Officier Murika
- 1966 : Le Prince Donegal (The Fighting Prince of Donegal) de Michael O'Herlihy : Phelim O'Toole
- 1961 : L'empreinte du Dragon Rouge (The Terror of the Tongs) de Anthony Bushell : Inspecteur Bob Dean
- 1958 : Le vent ne sait pas lire (The Wind cannot read) de Ralph Thomas : Hobson
- 1958 : Atlantique, latitude 41° (A Night to Remember) de Roy Ward Baker : Le 1er officier William McMaster Murdoch
- 1957 : Rendez-vous avec la peur (Night of the Demon) de Jacques Tourneur : Inspecteur Mottram
- 1956 : Commando sur le Yang-Tsé (Yangtse Incident : The Story of H.M.S. Amethyst) de Michael Anderson : Lieutenant Strain